# Idioma thao
Thao (en thao: thau a lalawa), también conocido como Sao, es la lengua casi extinta del pueblo thao, un pueblo indígena de Taiwán procedente de la región del lago Zintun, en el centro de Taiwán. Es una lengua formosana de la familia austronesia; Barawbaw y Shtafari son dialectos.

## Nombre
El nombre thao significa literalmente «persona», del protoaustronesio *Cau. Por lo tanto, es afín al nombre de los tsou.

## Historia
Hablar thao fue penalizado durante el dominio japonés de Taiwán y, más tarde, durante el régimen del Kuomintang, lo que contribuyó a que hoy se encuentre en peligro crítico.
En 2003, el Instituto de Lingüística de la Academia Sínica publicó un diccionario thao-inglés escrito por Robert A. Blust.
En 2014, había cuatro hablantes de L1 y un hablante fluido de L2 viviendo en el pueblo de Ita Thaw (伊達邵) (tradicionalmente llamado Barawbaw), todos menos uno mayores de sesenta años. Dos hablantes nativos ancianos murieron en diciembre de ese año, incluyendo al jefe Tarma (袁明智), de 75 años. Cuatro hablantes ancianos de L1 y algunos semihablantes fueron reportados en 2021.

## Fonología

### Consonantes
|                   | Labial | Labial | Dental | Dental | Alveolar | Alveolar | Postalveolar | Postalveolar | Velar | Velar | Uvular | Uvular | Glotal | Glotal |
| ----------------- | ------ | ------ | ------ | ------ | -------- | -------- | ------------ | ------------ | ----- | ----- | ------ | ------ | ------ | ------ |
| Oclusiva          | p      | b      |        |        | t        | d        |              |              | k     |       | q      |        | ʔ      |        |
| Fricativa         | f      | (v)    | θ      | ð      | s        |          | ʃ            |              |       |       |        |        | h      |        |
| Fricativa lateral |        |        |        |        | ɬ        |          |              |              |       |       |        |        |        |        |
| Vibrante          |        |        |        |        |          | ɾ        |              |              |       |       |        |        |        |        |
| Nasal             |        | m      |        |        |          | n        |              |              |       | ŋ     |        |        |        |        |
| Aproximante       |        | w      |        |        |          | l        |              | j            |       |       |        |        |        |        |

#### Apuntes ortográficos
- /θ ð ʃ/ se escriben ⟨th z sh⟩. Sin embargo, /θ/ se escribe ⟨c⟩ en el diccionario de Blust.
- /ɬ/ se escribe ⟨lh⟩.
- /ŋ/ se escribe ⟨ng⟩. Sin embargo, /ŋ/ se escribe ⟨g⟩ en el diccionario de Blust.
- /ʔ/ se escribe ⟨'⟩.

### Vocales
|         | Anterior | Central | Posterior |
| ------- | -------- | ------- | --------- |
| Cerrada | i        |         | u         |
| Cerrada | (e)      |         | (o)       |
| Abierta |          | a       |           |

### Morfología
Thao tiene dos o posiblemente tres patrones de reduplicación: Ca-reduplicación, reduplicación completa y reduplicación hacia la derecha (que a veces se considera una forma de reduplicación completa).
Los verbos thao tienen los siguientes tipos de focalización (Blust 2003:239).
1. Actor: -um- (presente), ma- (futuro)
2. Paciente: -in, -in-
3. Locativo: -an

## Sintaxis
El orden de las palabras en thao puede ser tanto SVO como VSO, aunque el primero deriva del hokkien taiwanés (Blust 2003:228).
El marcador personal del thao es «ti» (Blust 2003:228). Los negativos incluyen «ani» y «antu»; «ata tu» se utiliza en construcciones «no». El perfecto está marcado por «iza», el pasado por un infijo justo después de la consonante de inicio primaria «-in-» y el futuro por el prefijo «a-». Los imperativos se marcan con «-í» y los imperativos más suaves o las peticiones que se traducen como «por favor» con «-uan», a veces deletreado «-wan», que puede coocurrir con «-í».

## Pronombres
Los pronombres personales thao que figuran a continuación proceden de Blust (2003:207). Nótese que sólo hay 1 forma para «nosotros (exclusivo)», «vosotros (plural)» y «ellos».
| Tipos de pronombre | Nominativo | Acusativo | Genitivo | Agente | Paciente |
| ------------------ | ---------- | --------- | -------- | ------ | -------- |
| 1SG                | yaku       | yakin     | nak      |        |          |
| 2SG                | ihu        | ihu-n     | m-ihu    | uhu    | uhu-n    |
| 3SG                | thithu     | thithu-n  | thithu   |        |          |
| 1PL (incl.)        | ita        | ita-n     | m-ita    |        |          |
| 1PL (excl.)        | yamin      | yamin     | yamin    |        |          |
| 2PL                | maniun     | maniun    | maniun   |        |          |
| 3PL                | thaythuy   | thaythuy  | thaythuy |        |          |

Otros pronombres incluyen:
| - minmihu - para ti - panmihu - por ti - panihun - por ti - shanaihun - por ti - shaunatazihun - ir a tu lugar - shmunaihun - llevarte a ti | - nakin - para mí - panyakin - en cuanto a mí - pashiyakin - déjame - shanayayakin - hasta mí - shmunayakin - tráeme |

## Afijos
Los siguientes afijos proceden de Blust (2003:92-188) y se han ajustado a la ortografía moderna.
| - a- : sólo se encuentra en /kan/ 'comer' - -ak : '1ª persona del singular (yo)' - ak- ... -in : 'comida de la mañana, del mediodía, de la noche' - an- : función incierta - -an : los usos verbales pueden ser indicativos, imperativos o adversativos. - i- : prefijo o partícula clítica que marca la localización - -i : imperativo - -ik : foco paciente (1ª persona del singular) - -in- : aspecto perfectivo o completivo - -in : foco paciente - ish- : se encuentra sobre todo con verbos intransitivos (prefijo poco común) - ka- : 'hacer una X', 'dos veces' (con reduplicación) - ka- ... -an : significado poco claro - kal- : 'X contada - kalh- : 'amontonar, esparcir' - kash- : 'intensidad, repetición - kashi- : significado incierto - kashi- ... -an : 'tirar por la X' - kashun- : deriva verbos que se refieren a posiciones del cuerpo humano, o a veces a objetos como barcos - kat- : 'convertirse gradualmente en X - ki- : 'estar de pie, permanecer'; también otros posibles significados - ki- ... -an : 'estar afectado de dolor en la X' - kilh- : 'buscar, buscar' - kin- : 'recoger o reunir X' - kit- ... -in : 'infestado de X' | - ku- : 'realizar una acción con X' (cuando se usa con herramientas o armas); menos específico en otros contextos - kun- : 'acción repentina o brusca', 'comer la comida X', 'hacer X veces'; significado poco claro a veces - la- : normalmente se encuentra en expresiones de cantidad o grado - lhin- : sentido causativo - lhun- : sentidos relacionados con la hinchazón, etc. - m- : marca el genitivo en 'vosotros (2s)' y 'nosotros (incl.)' - ma- : marca verbos estativos, ocasionalmente sustantivos derivados de verbos estativos - ma- : prefijo de verbo activo - ma- : prefijo que marca el futuro en verbos con foco de actor - ma- : 'decenas' (usado con números) - mak- : verbos intransitivos - maka- : 'parecerse a X' (personas), 'producir X' (partes de plantas o animales), 'de/a X' (expresiones deícticas/direccionales) - makin- : verbos intransitivos; 'X desde abajo' (con numerales) - makit- : 'suceder gradualmente', 'realizar X gradualmente' - maku- : sentido direccional, y va seguido de /na/- (aunque no va seguido de no en expresiones no locutivas) - malhi- : 'dar a luz una X' - man- : se usa generalmente con verbos dinámicos intransitivos - mana- : generalmente se encuentra con verbos direccionales - mapa- : 'recíproco', 'acción colectiva' - mash- : 'hablar X' (lengua), 'caminar con una X' (posiciones o condiciones de la pierna) - masha- : se refiere a posiciones corporales o puede tener un significado direccional - mashi- : comparativos (con bases de medida estativas); a menudo sinónimo de /ma/- (marcador de verbo estativo) - mat- : deriva verbos intransitivos o estativos - mati- : expresiones locativas - matin- + reduplicación completa : 'X-ish' o 'manchado de X' (colores) | - mi- : deriva verbos intransitivos, a menudo con alguna forma de reduplicación de base - mi- + reduplicación Ca : 'hacer con un grupo de X' - mya- : se usa para derivar varios verbos - min- : deriva verbos incoativos (¿préstamo de Bunun?); 'convertirse en un X' o 'llegar a ser como un X' (con términos de parentesco) - mu- : deriva con más frecuencia de verbos de movimiento; 'ir a X; entrar en X' (con sustantivos concretos que se refieren a estructuras o lugares en los que se puede entrar); 'buscar X' (con nombres de plantas útiles); 'hacer X veces' (bases numéricas y expresiones de cantidad) - mun- : verbos intransitivos - -n : deriva pronombres acusativos de bases nominativas - na- : más comúnmente con verbos que indican cambio de lugar; 'depende de X' - pa- : causativo de verbos dinámicos (verbos con -/um/-); 'hacer que X haga Y' o 'dejar que X haga Y'; verbo activo transitivo (o intransitivo) sin argumento/sentido causativo - pak- : 'exudar X' (fluidos corporales, otros fluidos/sustancias naturales); prefijo verbal intransitivo - pan- : 'realizar X en dirección descendente' - pan- ... -an : se usa con términos para consanguíneos lineales para derivar los términos colaterales correspondientes de la misma generación (p. ej., 'padre' > 'tío', 'abuelo' > 'hermano abuelo') - pash- ... -an : 'lugar en el que se guarda X' - pashi- : sentido generalmente causativo (a menudo con reduplicación Ca); 'deja que X lo haga' o 'deja que X lo tenga' (con las formas acusativas de los pronombres personales) - pashi- ... -an : 'ponerse X' o 'llevar X' - pat- : sentido generalmente causativo - pi- : verbos causativos de localización (pueden ir emparejados con /i/- 'en, en, sobre'); también pueden formar verbos no locutivos - pya- : forma verbos causativos (suelen tener homólogos estativos con /ma/-; nótese que /pa/- y -/um/- también son homólogos); verbo simulativo - pik- : sentido generalmente causativo - pin- : generalmente forma verbos causativos o sustantivos deverbales - pish- : 'tocar X' (instrumentos musicales); sentido incoativo (a veces con un elemento implícito de brusquedad); sentido causativo - pu- : contrapartida causativa o transitiva del prefijo de movimiento /mu/-, que es intransitivo; 'usar una X' o 'poner una X' (con nombres de algunas herramientas); 'enviar una X' (con nombres de partes de plantas) - pu- ... -an : 'llevar una X' (adornos corporales) - pun- : 'cazar X' (animales utilizados como alimento) - qata- : movimiento corporal, observación, etc. | - sha- : sentido direccional ('de frente', etc.) - shan-na-Ca- ... : 'depende de X' (a menudo con pronombres) - shau- : 'ir a X' o 'llegar a X' (con bases que tienen un sentido intrínsecamente locativo o temporal) - shi- : parece marcar el tiempo pasado (en oposición al marcador de aspecto perfectivo -/in/-) - shi- : a veces aparece con órdenes - shi-X-X : 'X-ish, algo X'. - shi-X-iz: 'X veces'. - shu- : 'traer X' o 'tomar X' (con bases pronominales y deícticas) - tana- : sentido generalmente direccional (del bunun /tana/- 'prefijo de dirección') - tau- : 'llevar X' (con sustantivos concretos); 'volverse hacia X' (con bases que tienen un sentido direccional) - tish- : forma verbos transitivos e intransitivos; a menudo se refiere a resultados de acciones no deliberadas - tu-Ca- ... : 'el olor de X' - -um- : infijo de enfoque del actor - un- ... -an : 'condiciones o aflicciones corporales indeseables'; 'extensión figurada de una aflicción física' - -un : equivalente de -/in/ 'foco paciente' (tomado de Bunun) - -wak : 1ª persona singular del actor (aparentemente distinto de -/ak/) - -wan : 'el turno de X (para hacer algo)' - ya- : sólo aparece después de /mapa/- 'acción recíproca o colectiva' - -zan : 'X pasos' (usado con numerales) - kan 'paso, caminar' - lhqa 'vivir, vivir' - pasaháy 'usar' - qalha 'mucho, muchos' - sa (normalmente casi imposible de traducir en la mayoría de los entornos) |